# Districte d'Arbon
El districte d'Arbon és un dels vuit districtes del cantó suís de Turgòvia. Té 37.120 habitants (cens de 2007) i una superfície de 69,7 km². Està format per 11 municipis i el seu cap és Arbon

## Municipis
| Nom        | Habitants (31.12.2007) | Superfície en km² |
| Arbon      | 13118                  | 5.9               |
| Dozwil     | 552                    | 1.4               |
| Egnach     | 4272                   | 18.5              |
| Hefenhofen | 1195                   | 6.1               |
| Horn       | 2429                   | 1.7               |
| Kesswil    | 951                    | 4.4               |
| Roggwil    | 2806                   | 11.9              |
| Romanshorn | 9292                   | 8.7               |
| Salmsach   | 1305                   | 2.6               |
| Sommeri    | 497                    | 4.2               |
| Uttwil     | 1604                   | 4.3               |